# Fænomenalisme
Fænomenalisme er en i 1800-tallet opstået betegnelse for bestemte læreretninger og afledes af det græske phainomenon: for noget der kommer til syne i erfaringen. Der menes hermed at en ting i sig (ty. Ding an sich) ikke kan kendes gennem erfaringen, men snarere at dens tilsynekomst er en genstand for den erfaringsrelaterede erkendelse. Således kan erkendelsen af en genstand blot forholde sig til de bevidste sanseindtryk, ikke til tingen i sig.
Videre skal der skelnes mellem om der overhovedet formodes at være en realitet bag tilsynekomsterne, som det er tilfældet hos Immanuel Kant, eller om tilsynekomsterne skal ses som blotte sanseindtryk eller bevidsthedsgenstande som fx hos Ernst Mach. I det første tilfælde taler man om en objektiv fænomenalisme, i det sidste om en subjektiv fænomenalisme. Som en modstilling til fænomenalismen kan man betragte realismen.